# Rui Silva (Handballspieler)
Rui Sousa Martins da Silva (* 28. April 1993 in Guimarães) ist ein portugiesischer Handballspieler.
Der 1,86 m große und 80 kg schwere Rechtshänder wird zumeist auf Rückraum Mitte eingesetzt.
Rui Silva begann mit dem Handballspiel beim portugiesischen Verein Xico Andebol. Mit Xico erreichte er das Viertelfinale im EHF Challenge Cup 2009/10, wo er mit 55 Treffern zweitbester Torschütze des Wettbewerbs wurde. In der gleichen Saison gewann er den portugiesischen Pokal. Anschließend wechselte er zum Challenge-Cup-Sieger Sporting Lissabon. 2012 und 2013 konnte er erneut den Pokal gewinnen. Mit Sporting kam er 2011/12 erneut bis ins Halbfinale des Challenge Cups. Im EHF Europa Pokal 2013/14 gelang der Sprung in die Gruppenphase. Zur Saison 2015/16 wechselte er zum FC Porto. Mit Porto gewann er 2019, 2021, 2022 und 2023 die portugiesische Meisterschaft sowie 2019 und 2021 den portugiesischen Pokal.
Bei der U20-Europameisterschaft 2012 (5. Platz) wurde er mit 54 Treffern Torschützenkönig und ins All-Star-Team gewählt. Allein 20 Tore gelangen ihm im Hauptrundenspiel gegen die Schweiz (45:44 n.7-M).
Für die portugiesische A-Nationalmannschaft bestritt er bisher 152 Länderspiele, in denen er 276 Tore erzielte. Bei der Europameisterschaft 2020 erreichte er den sechsten Rang. Mit der portugiesischen Auswahl nahm er an den Olympischen Spielen in Tokio teil. Bei der Weltmeisterschaft 2025 warf er 16 Tore in neun Spielen und erreichte mit dem vierten Platz die beste Platzierung der portugiesischen Mannschaft bei einer WM.